# Irene Harand

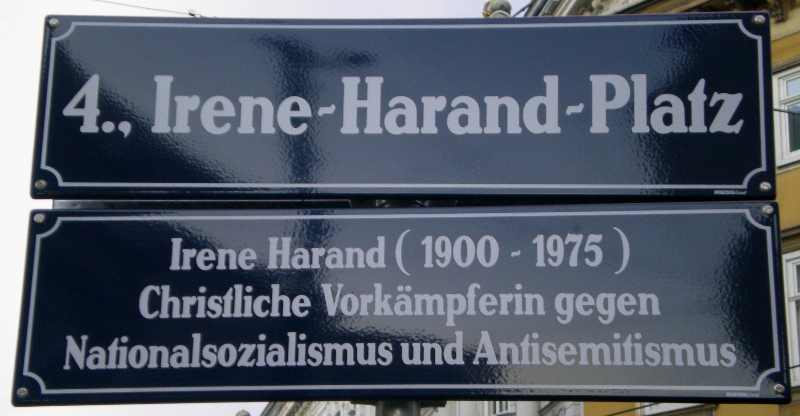
Targa della via dedicata ad Irene Harand a Vienna

Irene Harand (Vienna, 6 settembre 1900 – New York, 2 febbraio 1975) è stata un'attivista austriaca per i diritti umani e una oppositrice dell'antisemitismo.

## Biografia
Harand è nata a Vienna in una famiglia cattolica (credo al quale rimarrà fedele per tutta la sua vita) negli anni 1920 era impiegata presso l'avvocato ebreo Moriz Zalman e con lui nel 1930 creò, per cercare di contrastare il movimento nazista, dapprima il Partito popolare austriaco (Österreichische Volkspartei), e poi nel 1933 l'Associazione mondiale contro l'odio razziale e la indigenza umana, (Weltbewegung gegen Rassenhass und Menschennot). Chiamato anche soltanto "movimento Harand" (Harand-Bewegung) l'associazione arrivò a contare circa 36 000 associati in tutto il mondo. Nel 1935 scrisse una "replica a Hitler", nella quale polemicamente confutò punto per punto le accuse da lui mosse contro gli ebrei nel suo famoso libro Mein Kampf ("La mia lotta"). Per indicare il suo netto distanziamento dalle posizioni di Hitler chiamò questa sua opera, che venne tradotta anche in inglese e in francese, Sein Kampf - Antwort an Hitler von Irene Harand ("La sua lotta - una replica a Hitler").
La sua attività la portò a viaggiare per l'Europa e gli Stati Uniti, dove tenne dei discorsi nei quali denunciava i soprusi del regime nazista cercando di mobilitare il pubblico contro il nazionalsocialismo e specialmente contro l'antisemitismo. Questa attività provocò ripetute proteste verso il governo austriaco, da parte dello stato tedesco nazista che denunciò le iniziative della Harand quale "intromissione negli affari interni tedeschi".
In occasione dell'Anschluss dell'Austria nel 1938, Irene si trovava in Inghilterra, da dove più tardi emigrò con suo marito negli Stati Uniti. Moriz Zalman, che era stato il cofondatore dei gruppi antinazisti e suo compagno di lotta venne ucciso nel campo di concentramento di Sachsenhausen nel 1940. Su Irene Harand venne emessa una taglia di 100 000 Reichsmark e i suoi libri dati pubblicamente alle fiamme a Salisburgo. Nel 1968 Irene Harand venne nominata dallo Yad Vashem di Gerusalemme una dei "giusti tra le nazioni". Morì il febbraio 1975 a New York.